# Caldo BHI
O caldo BHI (brain heart infusion) é um meio de cultura utilizado para cultivo de estreptococcos, pneumococos, meningococos, enterobactérias, não fermentadores, leveduras e fungos. De coloração original amarela e límpida a turvação é indicativo de crescimento bacteriano de Streptococcus pneumoniae ATCC 6305 e Candida albicans ATCC 10231. É composto por nutrientes de cérebro e coração de gado, peptona e dextrose.